# Berkel en Rodenrijs

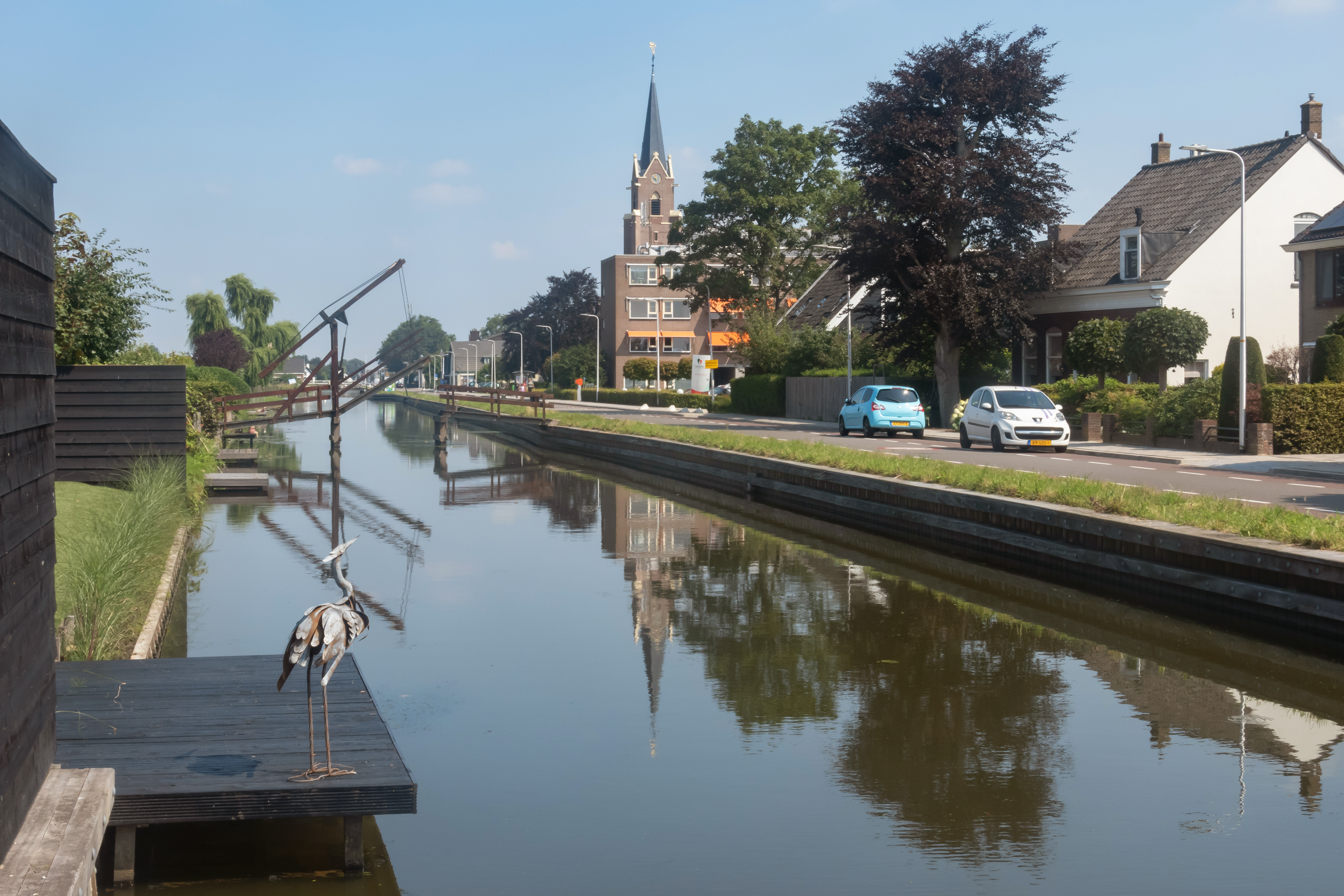
Berkel en Rodenrijs, Kanal entlang den Noordeindeseweg mit Kirche (Onze Lieve Vrouw Geboortekerk) im Hintergrund

Berkel en Rodenrijs (anhörenⓘ) ist ein Zwillingsdorf und eine ehemalige Gemeinde in der niederländischen Provinz Südholland. Innerhalb der Gemeindegrenzen befinden sich keine weiteren Wohngebiete bzw. Ortsteile. Seit 1. Januar 2007 bildet Berkel en Rodenrijs zusammen mit den Gemeinden Bergschenhoek und Bleiswijk die neue Gemeinde Lansingerland.

## Verkehr
Die Gemeinde ist mit der RandstadRail oder der Metro Rotterdam erreichbar (Stationen Berkel Westpolder und Rodenrijs). Die N209 führt ebenfalls nach Berkel en Rodenrijs.

## Politik
In Berkel en Rodenrijs herrschte eine Koalition aus VVD, ChristenUnie und PvdA.

### Sitzverteilung im Gemeinderat
| Partei       | Sitze | Sitze | Sitze | Sitze |
| Partei       | 1990  | 1994  | 1998  | 2002  |
| ------------ | ----- | ----- | ----- | ----- |
| CDA          | 8     | 7     | 7     | 7     |
| VVD          | 2     | 3     | 4     | 4     |
| PvdA         | 3     | 2     | 3     | 3     |
| ChristenUnie | —     | —     | —     | 3     |
| GPV          | 2     | 2     | 2     | —     |
| D66          | 2     | 3     | 1     | —     |
| Gesamt       | 17    | 17    | 17    | 17    |

## Söhne und Töchter der Stadt
- Phil Bloom (* 1945), Künstlerin
- Eimert van Middelkoop (* 1949), Politiker